# Resolutie 1068 Veiligheidsraad Verenigde Naties
Resolutie 1068 van de Veiligheidsraad van de Verenigde Naties werd op 30 juli 1996 unaniem aangenomen en verlengde de UNIFIL-vredesmacht in het zuiden van Libanon met een half jaar.

## Achtergrond
Na de Israëlische inval in Zuidelijk Libanon eind jaren 1970, stationeerden de Verenigde Naties de tijdelijke VN-macht UNIFIL in de streek. Die moest er de vrede handhaven totdat de Libanese overheid haar gezag opnieuw kon doen gelden.
In 1982 viel Israël Libanon opnieuw binnen voor een oorlog met de Palestijnse PLO. Midden 1985 begon Israël met terugtrekkingen uit het land, maar geregeld vonden nieuwe aanvallen en invasies plaats.

## Inhoud
De Veiligheidsraad:
- Herinnert aan de resoluties 425, 426, 501, 508, 509 en 520.
- Heeft het rapport van secretaris-generaal Boutros Boutros-Ghali over UNIFIL bestudeerd, en neemt nota van zijn waarnemingen.
- Neemt akte van de brief van Libanon.
- Beantwoordt het verzoek van de Libanese overheid.

1. Besluit het mandaat van UNIFIL met zes maanden te verlengen, tot 31 januari 1997.
2. Herhaalt zijn steun aan de territoriale integriteit, soevereiniteit en onafhankelijkheid van Libanon.
3. Benadrukt de voorwaarden van de macht en roept alle betrokken partijen op samen te werken met de macht zodat deze haar mandaat kan uitvoeren.
4. Herhaalt dat de macht haar mandaat volledig moet uitvoeren.
5. Veroordeelt alle geweld tegen de macht.
6. Verwelkomt de voltooiing van de stroomlijning van de macht en moedigt verdere besparingen aan.
7. Vraagt de secretaris-generaal de consultaties met de Libanese overheid en andere partijen over de uitvoering van deze resolutie voort te zetten en hierover te rapporteren.

## Verwante resoluties
- Resolutie 1052 Veiligheidsraad Verenigde Naties
- Resolutie 1057 Veiligheidsraad Verenigde Naties
- Resolutie 1073 Veiligheidsraad Verenigde Naties
- Resolutie 1081 Veiligheidsraad Verenigde Naties

Lijst ·  1036 ·  1037 ·  1038 ·  1039 ·  1040 ·  1041 ·  1042 ·  1043 ·  1044 ·  1045 ·  1046 ·  1047 ·  1048 ·  1049 ·  1050 ·  1051 ·  1052 ·  1053 ·  1054 ·  1055 ·  1056 ·  1057 ·  1058 ·  1059 ·  1060 ·  1061 ·  1062 ·  1063 ·  1064 ·  1065 ·  1066 ·  1067 ·  1068 ·  1069 ·  1070 ·  1071 ·  1072 ·  1073 ·  1074 ·  1075 ·  1076 ·  1077 ·  1078 ·  1079 ·  1080 ·  1081 ·  1082 ·  1083 ·  1084 ·  1085 ·  1086 ·  1087 ·  1088 ·  1089 ·  1090 ·  1091 ·  1092